# Казимир Давайн
Казимир Давайн (фр. Casimir Davaine) — французький лікар і науковець, відомий головним чином своєю роботою стосовно сибірки, хвороби тварин, яка передається людям, де він одним із перших продемонстрував патогенну природу мікроорганізмів, які на той час ще не мали такої назви. З'ясувавши етіологію сибірки та її бактеріальне походження, Давайн проклав шлях для подальших досліджень медичної мікробіології.

## Біографія
Народився у Сент-Аман-лез-О, був шостою дитиною з дев'яти дітей протестантського винокура Бенджаміна-Жозефа Давайна та Катерини Ванотрев із католицької сім'ї винокурів із Дейнзе (Deinze, Східна Фландрія).
Він почав навчання в Сент-Аман-лез-О, продовжив його в Турне в 1828 році та в Ліллі. У 1830 році вступив на медичний факультет у Парижі.
У 1835 році він став екстерном П'єра Рейє в госпіталі Шаріте (Hôpital de la Charité), де познайомився і подружився з Клодом Бернаром. У 1837 році Давайн отримав ступінь доктора медицини, головою журі при захисті його дисертації був Альфред Вельпо.
З 1838 року Давайн займався медициною в Парижі, перш ніж оселитися в Провансі, щоб займатися своєю професією, присвятивши себе науковим дослідженням. У 1848 році він став одним із засновників Біологічного товариства (Société de biologie).
У 1850 році разом з П'єром Рейе спостерігав «маленькі ниткоподібні тільця» в крові тварин, хворих на сибірку. Однак німецький лікар Алоїз Поллендер заявив про першість у цьому відкритті, адже також точно ідентифікував збудника сибірки, описаного ним як «тільця у формі паличок», але опублікував свої спостереження, зроблені в 1849 році, лише в 1855 році.
Відкрив Pentatrichomonas hominis (1854) — непатогенного джгутиконосця — симбіонта травного тракту. Давайн описав цикл Anguina tritici, паразитичного пшеничного хробака, і запропонував способи боротьби з ним.
У 1860 році опублікував монументальний «Трактат про ентозоїдів», який синтезував усю паразитологію свого часу.
У 1863 році продемонстрував як відбувається зараження аскаридозом через заковтування яєць аскариди.
З 1863 року проводив дослідження сибірки та септицемії великої рогатої худоби, що принесло йому обрання в 1868 році до Академії медицини.
У 1865 році Давайн отримав премію Бреанта за дослідження сибірки.
У 1866 році він провів деякий час у Сен-Жульєн-ан-Божоле з хворим Клодом Бернаром і скористався цим коротким перебуванням у сільській місцевості для вивчення цвілі плодів.
У 1868 році Давайн спробував визначити час інкубації сибірки за допомогою експериментальної техніки інокуляції шприцом. У 1870 році він опублікував свої дослідження про зараження сибіркою домашніх тварин.
У січні 1869 року він одружився з Марією Джорджиною Форбс, у них народився син Жюль.
Під час франко-прусської війни 1870 року Давайн практикував як лікар швидкої допомоги у французьких військах і підготував книгу про свою філософію щастя та життя. У 1871 році він опублікував її під назвою «Елементи щастя». Завершив свою книгу такими словами: «Тож ходімо стежками розуму, совісті та релігії. Не претендуючи на права, давайте виконувати свої обов'язки. Дайте нам знати, що природа не гарантувала щастя всім істотам, яких вона створила (…) і що ми є головними його творцями».
Коли війна закінчилася, він побудував будинок у Гарше, поблизу Парижа, і захопився садівництвом, далеко від метушні життя.
З 1875 року його здоров'я погіршилося, і він мало публікувався. Його стан не дозволив йому бути свідком останніх хвилин життя Клода Бернара, хоча він був його лікарем і другом.

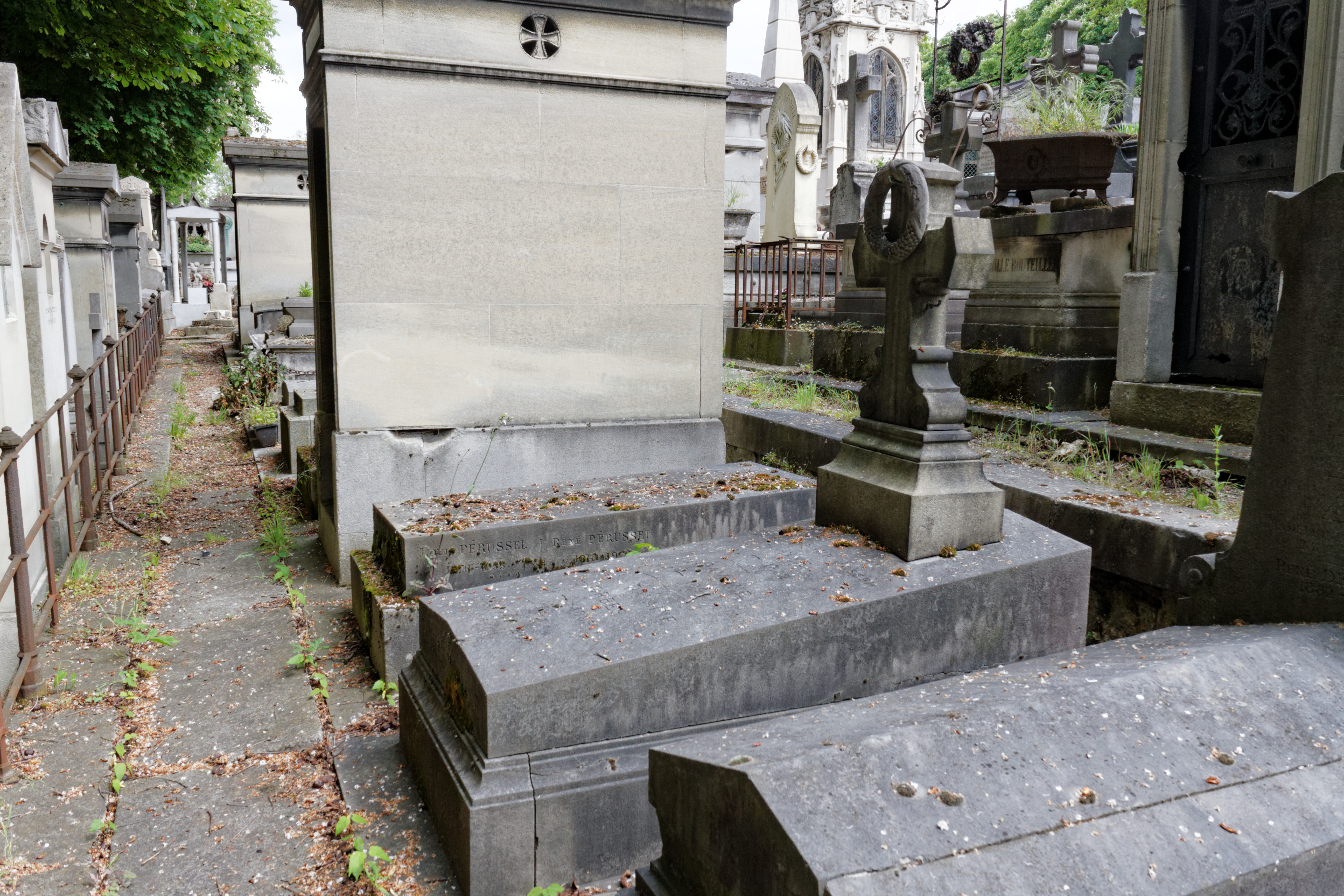
Могила Казимира Давайна на цвинтарі Пер-Лашез

Він помер у 1882 році в Гарше під опікою дружини, сина Жюля та племінника Альфонса. Похований на кладовищі Пер-Лашез (відділ 47). Там же поховані дружина та син.
У 1891 році його будинок був заповіданий його вдовою громадській допомозі для створення оздоровчого центру для дівчаток від 4 до 12 років, незалежно від релігії. Сьогодні його будинок є фондом Давайна.
Скромний, стриманий, не схильний до почестей, незважаючи на свої титули та відзнаки, Давайн дружив з великими французькими лікарями свого часу: Жаном-Мартеном Шарко (з яким він співпрацював), Шарлем Браун-Секаром (Charles-Édouard Brown-Séquard), Робіном, Вульпіаном, Ласегом і Лабульбеном (його біограф). Він також був лікуючим лікарем і другом Клода Бернара та П'єра Рейє, свого вчителя.
Давайн був одним із найвідоміших лікарів Другої імперії, лікарем Наполеона III; «Леді з камеліями», пані Альфонсін Плессіс, більш відомої під іменем Марі Дюплессі (Marie Duplessis), а також великих фінансистів, таких як Ротшильди та д'Ейхталі (Famille d'Eichthal).
Він також був дуже близький з композитором Джоаккіно Россіні, мав дуже теплі стосунки з Луї Пастером, як свідчить його листування.
Його син Жюль-Казимир Давайн написав біографію свого батька.

## Звання та відзнаки
- 1848 рік — член-засновник французького біологічного товариства.
- 1854 рік — премія Інституту з експериментальної фізіології за дослідження генерації устриць.
- 1856 рік — премія з експериментальної фізіології за дослідження нематоди (ніелла пшеничного вугра), відповідальної за хворобу пшениці, відому як ніеллє.
- 1855 рік — кавалер Лицарського хреста ордена Почесного легіону.
- 1860 рік — премія Інституту з медицини та хірургії за його «Трактат про Entozoa»
- 1865 рік — премія Бреана  за дослідження сибірки.
- 1868 рік — член Національної медичної академії[5].
- 1879 рік — премія Бегага Національного сільськогосподарського товариства Франції.
1879 — премія з фізіології.